# Temporada da IndyCar Series de 2023
A temporada da IndyCar Series de 2023 foi a 112ª temporada oficial do campeonato de corridas de rodas abertas norte-americanas e a 28ª sob a sanção da IndyCar Series. O evento principal foi a Indianápolis 500, vencida por Josef Newgarden, da Penske, após ultrapassar o sueco Marcus Ericsson, vencedor da prova em 2022, na última volta.
O espanhol Álex Palou, da Chip Ganassi Racing, sagrou-se bicampeão da categoria com uma prova de antecipação após vencer o GP de Portland, sendo o 15º título conquistado pela equipe, que teve ainda o neozelandês Scott Dixon, em sua 23ª temporada consecutiva, sendo vice-campeão com 578 pontos. Contabilizando IRL e CART/Champ Car, Palou tornou-se o primeiro campeão antecipado da Indy desde Sébastien Bourdais, em 2007.
Sete pilotos estrearam na categoria em 2023: Benjamin Pedersen (A. J. Foyt Enterprises), Sting Ray Robb (Dale Coyne Racing with Rick Ware Racing), Marcus Armstrong (Chip Ganassi Racing), Agustín Canapino (Juncos Hollinger Racing), Jüri Vips (Rahal Letterman Lanigan Racing), Tom Blomqvist e Linus Lundqvist (ambos pela Meyer Shank Racing) - estes últimos na segunda metade da temporada. Armstrong, que disputou as corridas em circuitos mistos e de rua, foi o melhor estreante do campeonato, terminando em 20º lugar, com 214 pontos, contra 180 de Canapino.
O brasileiro Hélio Castroneves deixou a Indy pela segunda vez como piloto em tempo integral, permanecendo como um dos acionistas da Meyer Shank, equipe que defende desde 2021, fazendo apenas a Indy 500. Tony Kanaan, que disputava a categoria desde 1998 (ainda na fase da CART), fez sua despedida oficial da categoria nas 500 Milhas, pilotando um quarto carro da Arrow McLaren SP, fechando a prova na 16ª posição.

## Equipes e pilotos

### Temporada integral
| Equipe                                  | Motor     | No. | Piloto(s)           | Etapa(s)                   |
| --------------------------------------- | --------- | --- | ------------------- | -------------------------- |
| A. J. Foyt Enterprises                  | Chevrolet | 14  | Santino Ferrucci    | Todas                      |
| A. J. Foyt Enterprises                  | Chevrolet | 55  | Benjamin Pedersen R | Todas                      |
| Andretti Autosport with Curb-Agajanian  | Honda     | 26  | Colton Herta        | Todas                      |
| Andretti Autosport                      | Honda     | 27  | Kyle Kirkwood       | Todas                      |
| Andretti Autosport                      | Honda     | 28  | Romain Grosjean     | Todas                      |
| Andretti Steinbrenner Autosport         | Honda     | 29  | Devlin DeFrancesco  | Todas                      |
| Arrow McLaren SP                        | Chevrolet | 5   | Patricio O'Ward     | Todas                      |
| Arrow McLaren SP                        | Chevrolet | 6   | Felix Rosenqvist    | Todas                      |
| Arrow McLaren SP                        | Chevrolet | 7   | Alexander Rossi     | Todas                      |
| Chip Ganassi Racing                     | Honda     | 8   | Marcus Ericsson     | Todas                      |
| Chip Ganassi Racing                     | Honda     | 9   | Scott Dixon         | Todas                      |
| Chip Ganassi Racing                     | Honda     | 10  | Álex Palou          | Todas                      |
| Chip Ganassi Racing                     | Honda     | 11  | Marcus Armstrong R  | 1, 3–5, 7–10, 13–14, 16–17 |
| Chip Ganassi Racing                     | Honda     | 11  | Takuma Sato         | 2, 6, 11–12, 15            |
| Dale Coyne Racing with HMD Motorsports  | Honda     | 18  | David Malukas       | Todas                      |
| Dale Coyne Racing with Rick Ware Racing | Honda     | 51  | Sting Ray Robb R    | Todas                      |
| Ed Carpenter Racing                     | Chevrolet | 20  | Conor Daly          | 1–7                        |
| Ed Carpenter Racing                     | Chevrolet | 20  | Ryan Hunter-Reay    | 8–17                       |
| Ed Carpenter Racing                     | Chevrolet | 21  | Rinus VeeKay        | Todas                      |
| Juncos Hollinger Racing                 | Chevrolet | 77  | Callum Ilott        | Todas                      |
| Juncos Hollinger Racing                 | Chevrolet | 78  | Agustín Canapino R  | Todas                      |
| Meyer Shank Racing                      | Honda     | 06  | Hélio Castroneves   | Todas                      |
| Meyer Shank Racing                      | Honda     | 60  | Simon Pagenaud      | 1–9                        |
| Meyer Shank Racing                      | Honda     | 60  | Conor Daly          | 9, 11–12                   |
| Meyer Shank Racing                      | Honda     | 60  | Tom Blomqvist R     | 10, 16–17                  |
| Meyer Shank Racing                      | Honda     | 60  | Linus Lundqvist R   | 13–15                      |
| Rahal Letterman Lanigan Racing          | Honda     | 15  | Graham Rahal        | Todas                      |
| Rahal Letterman Lanigan Racing          | Honda     | 30  | Jack Harvey         | 1–14                       |
| Rahal Letterman Lanigan Racing          | Honda     | 30  | Conor Daly          | 15                         |
| Rahal Letterman Lanigan Racing          | Honda     | 30  | Jüri Vips R         | 16–17                      |
| Rahal Letterman Lanigan Racing          | Honda     | 45  | Christian Lundgaard | Todas                      |
| Team Penske                             | Chevrolet | 2   | Josef Newgarden     | Todas                      |
| Team Penske                             | Chevrolet | 3   | Scott McLaughlin    | Todas                      |
| Team Penske                             | Chevrolet | 12  | Will Power          | Todas                      |

### Indy 500 e outras corridas em ovais
| Equipe                                                          | Motor     | No. | Piloto(s)        | Etapa(s)        |
| --------------------------------------------------------------- | --------- | --- | ---------------- | --------------- |
| Abel Motorsports                                                | Chevrolet | 50  | RC Enerson R     | 6               |
| Andretti-Herta Autosport with Marco Andretti and Curb-Agajanian | Honda     | 98  | Marco Andretti   | 6               |
| Arrow McLaren SP                                                | Chevrolet | 66  | Tony Kanaan      | 6               |
| Dreyer & Reinbold Racing                                        | Chevrolet | 23  | Ryan Hunter-Reay | 6               |
| Dreyer & Reinbold Racing / Cusick Motorsports                   | Chevrolet | 24  | Stefan Wilson R  | 6               |
| Dreyer & Reinbold Racing / Cusick Motorsports                   | Chevrolet | 24  | Graham Rahal     | 6               |
| Ed Carpenter Racing                                             | Chevrolet | 33  | Ed Carpenter     | 2, 6, 11–12, 15 |
| Rahal Letterman Lanigan Racing                                  | Honda     | 44  | Katherine Legge  | 6               |

### Disputa contratual de Álex Palou
Em 12 de julho de 2022, a Chip Ganassi Racing enviou um comunicado à imprensa dizendo que havia prorrogado o contrato de Álex Palou para a temporada 2023 da IndyCar, exercendo a opção que detinham em seu negócio, incluindo no comunicado de imprensa uma citação atribuída a Palou. Horas depois, Palou, por meio de um tópico no Twitter, denunciou esse comunicado à imprensa, afirmando que a citação a ele atribuída foi criada pela equipe (prática comum entre as equipes da IndyCar, segundo o jornalista Marshall Pruett, do portal RACER.com) e também não aprovada por ele.
O piloto esoanhol também afirmou que havia avisado com antecedência à Chip Ganassi que pretendia deixar a equipe após a temporada de 2022 e se juntar à lista de pilotos da McLaren Racing. Momentos após esses tweets, a McLaren anunciou que havia assinado um contrato com Palou para 2023, embora não tenha sido especificamente mencionado se iria pilotar para a Arrow McLaren SP. A Chip Ganassi respondeu a isso divulgando um comunicado reiterando sua reivindicação aos serviços de Palou. Em 27 de julho de 2022, a Ganassi confirmou que havia entrado com uma ação civil contra Palou em Marion County, Indiana. Em 14 de setembro de 2022, foi anunciado que um acordo havia sido alcançado por todas as partes que veria Palou continuar com a Chip Ganassi para a temporada de 2023, e a McLaren posteriormente confirmou que Felix Rosenqvist permaneceria na AMSP.

### Mudanças de pilotos

#### Pré-temporada
- Em 2 de junho de 2022, a Arrow McLaren SP confirmou a contratação de Alexander Rossi para 2023 em um terceiro carro. Ele sai da Andretti Autosport após 7 temporadas.
- Em 23 de novembro de 2022, a Rahal Letterman Lanigan Racing anunciou uma troca de piloto nos carros 30 e 45. Christian Lundgaard dirigirá o #45 e Jack Harvey, o #30 - a mudança foi feita por motivos de patrocínio.[22]

- Em 7 de setembro de 2022, a Juncos Hollinger Racing anunciou que iria expandir para duas inscrições com um piloto a ser determinado no nº 78.
- Em 20 de setembro de 2022, Taylor Kiel anunciou que estava deixando seu cargo de presidente da Arrow McLaren SP por vontade própria com efeito imediato.
- Em 23 de setembro de 2022, a Arrow McLaren SP confirmou que havia contratado Brian Barnhart para uma função a ser definida. Em 4 de outubro, a equipe anunciou que a função de Barnhart seria gerente geral, ao mesmo tempo em que nomeou Gavin Ward para o cargo de diretor de corrida, dividindo as funções do ex-presidente Kiel. Barnhart sai da Andretti Autosport depois de atuar como estrategista de corrida para James Hinchcliffe e Alexander Rossi.
- Em 15 de novembro de 2022, o diretor administrativo da Chip Ganassi Racing, Mike Hull, disse a Marshall Pruett do RACER.com que a equipe contratou Taylor Kiel (enteado de Hull) como gerente da equipe, preenchendo uma lacuna deixada ao promover Mike O'Gara para dirigir o carro esportivo da equipe.

## Calendário
O calendário oficial foi publicado no dia 27 de setembro de 2022.
- Nota: Calendário sugeito a alterações.

| Prova | Data           | Nome da corrida                                                       | Circuito                                      | Local                   |
| ----- | -------------- | --------------------------------------------------------------------- | --------------------------------------------- | ----------------------- |
| 1     | 5 de março     | Firestone Grand Prix of St. Petersburg presented by RP Funding        | R Ruas de St. Petersburg                      | St. Petersburg, Flórida |
| 2     | 20 de março    | Texas Indy 600km                                                      | O Texas Motor Speedway                        | Fort Worth, Texas       |
| 3     | 16 de abril    | Acura Grand Prix of Long Beach                                        | R Streets of Long Beach                       | Long Beach, Califórnia  |
| 4     | 30 de abril    | Honda Indy Grand Prix of Alabama presented by AmFirst                 | R Barber Motorsports Park                     | Birmingham, Alabama     |
| 5     | 13 de maio     | GMR Grand Prix                                                        | R Indianapolis Motor Speedway (traçado misto) | Speedway, Indiana       |
| 6     | 28 de maio     | 107th Running of the Indianapolis 500 presented by Gainbridge         | O Indianapolis Motor Speedway (oval)          | Speedway, Indiana       |
| 7     | 4 de junho     | Chevrolet Detroit Grand Prix presented by Lear                        | R Streets of Detroit                          | Detroit, Michigan       |
| 8     | 18 de junho    | Sonsio Grand Prix at Road America presented by AMR                    | R Road America                                | Elkhart Lake, Wisconsin |
| 9     | 2 de julho     | Honda Indy 200 at Mid-Ohio presented by the all new 2023 Civic Type R | R Mid-Ohio Sports Car Course                  | Lexington, Ohio         |
| 10    | 16 de julho    | Honda Indy Toronto                                                    | R Exhibition Place                            | Toronto, Ontário        |
| 11    | 22 de julho    | Hy-Vee INDYCAR 250                                                    | O Iowa Speedway                               | Newton, Iowa            |
| 12    | 23 de julho    | Hy-Vee INDYCAR 300                                                    | O Iowa Speedway                               | Newton, Iowa            |
| 13    | 6 de agosto    | Big Machine Music City Grand Prix                                     | R Nashville Street Circuit                    | Nashville, Tennessee    |
| 14    | 12 de agosto   | Gallagher Grand Prix                                                  | R Indianapolis Motor Speedway (traçado misto) | Speedway, Indiana       |
| 15    | 27 de agosto   | Bommarito Automotive Group 500                                        | O World Wide Technology Raceway               | Madison, Illinois       |
| 16    | 3 de setembro  | Grande Prêmio de Portland                                             | R Portland International Raceway              | Portland, Oregon        |
| 17    | 10 de setembro | Firestone Grand Prix of Monterey                                      | R WeatherTech Raceway Laguna Seca             | Monterey, Califórnia    |

## Resultados
| Etapa | Corrida          | Pole position       | Volta mais rápida   | Líder por mais voltas | Vencedor            | Vencedor                       | Vencedor  | Detalhes |
| Etapa | Corrida          | Pole position       | Volta mais rápida   | Líder por mais voltas | Piloto              | Equipe                         | Motor     | Detalhes |
| ----- | ---------------- | ------------------- | ------------------- | --------------------- | ------------------- | ------------------------------ | --------- | -------- |
| 1     | St. Petersburg   | Romain Grosjean     | Álex Palou          | Scott McLaughlin      | Marcus Ericsson     | Chip Ganassi Racing            | Honda     | Detalhes |
| 2     | Texas            | Felix Rosenqvist    | Patricio O'Ward     | Josef Newgarden       | Josef Newgarden     | Team Penske                    | Chevrolet | Detalhes |
| 3     | Long Beach       | Kyle Kirkwood       | Álex Palou          | Kyle Kirkwood         | Kyle Kirkwood       | Andretti Autosport             | Honda     |          |
| 4     | Birmingham       | Romain Grosjean     | Will Power          | Romain Grosjean       | Scott McLaughlin    | Team Penske                    | Chevrolet |          |
| 5     | IMS GMR GP       | Christian Lundgaard | Álex Palou          | Álex Palou            | Álex Palou          | Chip Ganassi Racing            | Honda     |          |
| 6     | Indianapolis 500 | Álex Palou          | David Malukas       | Patricio O'Ward       | Josef Newgarden     | Team Penske                    | Chevrolet | Detalhes |
| 7     | Detroit          | Álex Palou          | Kyle Kirkwood       | Álex Palou            | Álex Palou          | Chip Ganassi Racing            | Honda     |          |
| 8     | Road America     | Colton Herta        | Will Power          | Colton Herta          | Álex Palou          | Chip Ganassi Racing            | Honda     |          |
| 9     | Mid-Ohio         | Colton Herta        | Felix Rosenqvist    | Álex Palou            | Álex Palou          | Chip Ganassi Racing            | Honda     |          |
| 10    | Toronto          | Christian Lundgaard | Christian Lundgaard | Christian Lundgaard   | Christian Lundgaard | Rahal Letterman Lanigan Racing | Honda     |          |
| 11    | Iowa 1           | Will Power          | Scott McLaughlin    | Josef Newgarden       | Josef Newgarden     | Team Penske                    | Chevrolet |          |
| 12    | Iowa 2           | Will Power          | Will Power          | Josef Newgarden       | Josef Newgarden     | Team Penske                    | Chevrolet |          |
| 13    | Nashville        | Scott McLaughlin    | Linus Lundqvist     | Kyle Kirkwood         | Kyle Kirkwood       | Andretti Autosport             | Honda     |          |
| 14    | IMS Gallagher GP | Graham Rahal        | Graham Rahal        | Graham Rahal          | Scott Dixon         | Chip Ganassi Racing            | Honda     |          |
| 15    | Gateway          | Scott McLaughlin    | Linus Lundqvist     | Scott Dixon           | Scott Dixon         | Chip Ganassi Racing            | Honda     |          |
| 16    | Portland         | Graham Rahal        | Josef Newgarden     | Álex Palou            | Álex Palou          | Chip Ganassi Racing            | Honda     |          |
| 17    | Laguna Seca      | Felix Rosenqvist    | Álex Palou          | Álex Palou            | Scott Dixon         | Chip Ganassi Racing            | Honda     |          |

## Classificação

### Sistema de pontuação
| Position | 1º | 2º | 3º | 4º | 5º | 6º | 7º | 8º | 9º | 10º | 11º | 12º | 13º | 14º | 15º | 16º | 17º | 18º | 19º | 20º | 21º | 22º | 23º | 24º | 25º+ |
| -------- | -- | -- | -- | -- | -- | -- | -- | -- | -- | --- | --- | --- | --- | --- | --- | --- | --- | --- | --- | --- | --- | --- | --- | --- | ---- |
| Pontos   | 50 | 40 | 35 | 32 | 30 | 28 | 26 | 24 | 22 | 20  | 19  | 18  | 17  | 16  | 15  | 14  | 13  | 12  | 11  | 10  | 9   | 8   | 7   | 6   | 5    |

| Pos. | Piloto              | STP  | TXS | LBH | ALA | INDY | IN500 | DET | ROA | MDO | TOR | IOW | IOW | NSH | IGP | GAT | POR | LAG | Pts |
| ---- | ------------------- | ---- | --- | --- | --- | ---- | ----- | --- | --- | --- | --- | --- | --- | --- | --- | --- | --- | --- | --- |
| 1    | Álex Palou          | 8    | 3L  | 5L  | 5   | 1L*  | 41L   | 1L* | 1L  | 1L* | 2   | 8L  | 3   | 3L  | 7   | 7   | 1L* | 3L* | 656 |
| 2    | Scott Dixon         | 3L   | 5L  | 27  | 7   | 6L   | 6     | 4   | 4   | 2L  | 4L  | 6   | 6L  | 5   | 1L  | 1L* | 3L  | 1L  | 578 |
| 3    | Scott McLaughlin    | 13L* | 6   | 10  | 1L  | 16   | 14    | 7   | 8   | 5   | 6L  | 2   | 5L  | 2L  | 8   | 5   | 9   | 2   | 488 |
| 4    | Patricio O'Ward     | 2L   | 2L  | 17  | 4   | 2L   | 245L* | 26L | 3   | 8   | 8   | 3   | 10  | 8   | 3   | 2L  | 4   | 9L  | 484 |
| 5    | Josef Newgarden     | 17   | 1L* | 9L  | 15L | 7    | 1L    | 10L | 2   | 12  | 5   | 1L* | 1L* | 4   | 25  | 25L | 5   | 21  | 479 |
| 6    | Marcus Ericsson     | 1L   | 8   | 3   | 10  | 8L   | 210L  | 9L  | 6   | 27  | 11L | 4   | 9L  | 7L  | 10  | 10  | 7   | 15  | 438 |
| 7    | Will Power          | 7    | 16  | 6   | 3L  | 12   | 2312L | 2L  | 13L | 3L  | 14  | 5L  | 2L  | 10L | 6   | 9L  | 25  | 4   | 425 |
| 8    | Christian Lundgaard | 9    | 19  | 14  | 6   | 4L   | 19    | 16  | 7   | 4   | 1L* | 20  | 13  | 9   | 4L  | 17  | 11  | 6   | 390 |
| 9    | Alexander Rossi     | 4    | 22  | 22  | 8   | 3L   | 57L   | 5L  | 10  | 10  | 16  | 10  | 15  | 19  | 5   | 4L  | 20  | 7   | 375 |
| 10   | Colton Herta        | 20   | 7L  | 4   | 14  | 9    | 9L    | 11  | 5L* | 11L | 3   | 19  | 7   | 21  | 13  | 6L  | 13  | 23L | 356 |
| 11   | Kyle Kirkwood       | 15   | 27  | 1L* | 12  | 14   | 28    | 6L  | 9   | 17  | 15  | 7   | 11  | 1L* | 9   | 15  | 10  | 25  | 352 |
| 12   | Felix Rosenqvist    | 19   | 26L | 7   | 9   | 5L   | 273L  | 3   | 20  | 25  | 10  | 13  | 4L  | 22  | 27  | 8   | 2L  | 19L | 324 |
| 13   | Romain Grosjean     | 18L  | 14L | 2   | 2L* | 11   | 30    | 24  | 25  | 13  | 22  | 11  | 12  | 6L  | 18  | 12  | 27  | 11L | 296 |
| 14   | Rinus VeeKay        | 21   | 11  | 26  | 16  | 13   | 102L  | 18  | 12  | 15  | 13  | 17  | 18  | 14  | 11  | 11  | 6   | 18  | 277 |
| 15   | Graham Rahal        | 6    | 24  | 12  | 17  | 10L  | 221   | 25  | 11  | 7L  | 9   | 28  | 20  | 15  | 2L* | 20  | 12L | 27  | 276 |
| 16   | Callum Ilott        | 5    | 9   | 19  | 13  | 18   | 12L   | 27  | 18  | 16  | 18  | 15  | 14  | 12  | 17  | 27  | 15  | 5   | 266 |
| 17   | David Malukas       | 10L  | 4   | 20  | 19  | 26   | 29    | 23  | 27  | 6   | 20  | 12  | 8   | 27  | 16  | 3   | 8L  | 20  | 265 |
| 18   | Hélio Castroneves   | 23   | 10  | 21  | 21  | 22   | 15L   | 19  | 15  | 21  | 21  | 14  | 16  | 11  | 15  | 23  | 14  | 13  | 217 |
| 19   | Santino Ferrucci    | 24   | 21  | 11  | 20  | 23   | 34L   | 21  | 16  | 24  | 17  | 26  | 22  | 18  | 23  | 13  | 16  | 17  | 214 |
| 20   | Marcus Armstrong RY | 11   |     | 8   | 11  | 15   |       | 8   | 24L | 9   | 7   |     |     | 13  | 24  |     | 19  | 8   | 214 |
| 21   | Agustín Canapino R  | 12   | 12  | 25L | 26  | 21   | 26    | 14  | 19  | 23  | 12  | 16  | 26  | 20  | 21  | 22  | 26  | 14  | 180 |
| 22   | Devlin DeFrancesco  | 25   | 23  | 16  | 23  | 17   | 13    | 12  | 23  | 14  | 23  | 22  | 21  | 26  | 19L | 19  | 17  | 22  | 177 |
| 23   | Sting Ray Robb R    | 16   | 25L | 18  | 27  | 27   | 31    | 22  | 22  | 22  | 19  | 25  | 28  | 17  | 22  | 21  | 23  | 12  | 147 |
| 24   | Jack Harvey         | 22   | 18  | 13  | 24  | 20   | 18    | 17  | 26  | 18  | 24  | 18  | 19  | 24  | 14  |     |     |     | 146 |
| 25   | Conor Daly          | 14   | 20  | 23  | 25  | 19   | 8     | 15  |     | 20  |     | 21  | 17  |     |     | 16  |     |     | 134 |
| 26   | Ryan Hunter-Reay    |      |     |     |     |      | 11L   |     | 17  | 19  | 26  | 23  | 24  | 16  | 20  | 14  | 21  | 10  | 131 |
| 27   | Benjamin Pedersen R | 27   | 15  | 24  | 22  | 24   | 2111  | 20  | 21  | 26  | 27  | 27  | 27  | 23  | 26  | 28  | 22  | 16  | 129 |
| 28   | Simon Pagenaud      | 26   | 17  | 15  | 18  | 25   | 25    | 13  | 14  | Wth |     |     |     |     |     |     |     |     | 88  |
| 29   | Takuma Sato         |      | 28  |     |     |      | 78L   |     |     |     |     | 9L  | 25  |     |     | 26  |     |     | 70  |
| 30   | Ed Carpenter        |      | 13  |     |     |      | 20    |     |     |     |     | 24  | 23  |     |     | 24  |     |     | 46  |
| 31   | Linus Lundqvist R   |      |     |     |     |      |       |     |     |     |     |     |     | 25  | 12  | 18  |     |     | 35  |
| 32   | Tony Kanaan         |      |     |     |     |      | 169   |     |     |     |     |     |     |     |     |     |     |     | 18  |
| 33   | Jüri Vips R         |      |     |     |     |      |       |     |     |     |     |     |     |     |     |     | 18  | 24  | 18  |
| 34   | Tom Blomqvist R     |      |     |     |     |      |       |     |     |     | 25  |     |     |     |     |     | 24  | 26  | 16  |
| 35   | Marco Andretti      |      |     |     |     |      | 17    |     |     |     |     |     |     |     |     |     |     |     | 13  |
| 36   | RC Enerson R        |      |     |     |     |      | 32    |     |     |     |     |     |     |     |     |     |     |     | 5   |
| 37   | Katherine Legge     |      |     |     |     |      | 33    |     |     |     |     |     |     |     |     |     |     |     | 5   |
| —    | Stefan Wilson R     |      |     |     |     |      | Wth   |     |     |     |     |     |     |     |     |     |     |     | 0   |
| Pos. | Piloto              | STP  | TXS | LBH | ALA | INDY | IN500 | DET | ROA | MDO | TOR | IOW | IOW | NSH | IGP | GAT | POR | LAG | Pts |

| Cor         | Resultado                 |
| ----------- | ------------------------- |
| Ouro        | Vencedor                  |
| Prata       | 2º lugar                  |
| Bronze      | 3º lugar                  |
| Verde       | Terminou no Top 5         |
| Azul-claro  | Terminou no Top 10        |
| Azul-escuro | Fora dos 10 primeiros     |
| Púrpura     | Retirou-se                |
| Vermelho    | Não se classificou        |
| Marrom      | Desistiu                  |
| Preto       | Desclassificado           |
| Branco      | Não largou                |
| Branco      | Corrida cancelada         |
| Sem cor     | Não participou da corrida |

|         |                                                                    |
| Negrito | Pole position (1 ponto; exceto 500 Milhas)                         |
| Itálico | Volta mais rápida                                                  |
| L       | Liderou uma volta (1 ponto)                                        |
| *       | Liderou mais voltas (2 pontos)                                     |
| 1–12    | Classificado para o "Fast Twelve" das 500 Milhas (pontuação extra) |
| c       | Treino cancelado (sem pontuação extra)                             |
| RY      | Rookie do ano                                                      |
| R       | Rookie                                                             |

## Transmissão no Brasil
Pela terceira temporada consecutiva, a TV Cultura transmitirá as corridas após renovar os direitos de transmissão até 2024. e a ESPN transmitirá os treinos livres e classificatórios no serviço de streaming Star+ e as corridas completas nos seus canais.